# Когорно
Когорно, Коґорно (італ. Cogorno, ліг. Cogorno) — муніципалітет в Італії, у регіоні Лігурія,  метрополійне місто Генуя.
Когорно розташоване на відстані близько 380 км на північний захід від Рима, 35 км на схід від Генуї.
Населення — 5657 осіб (2014).

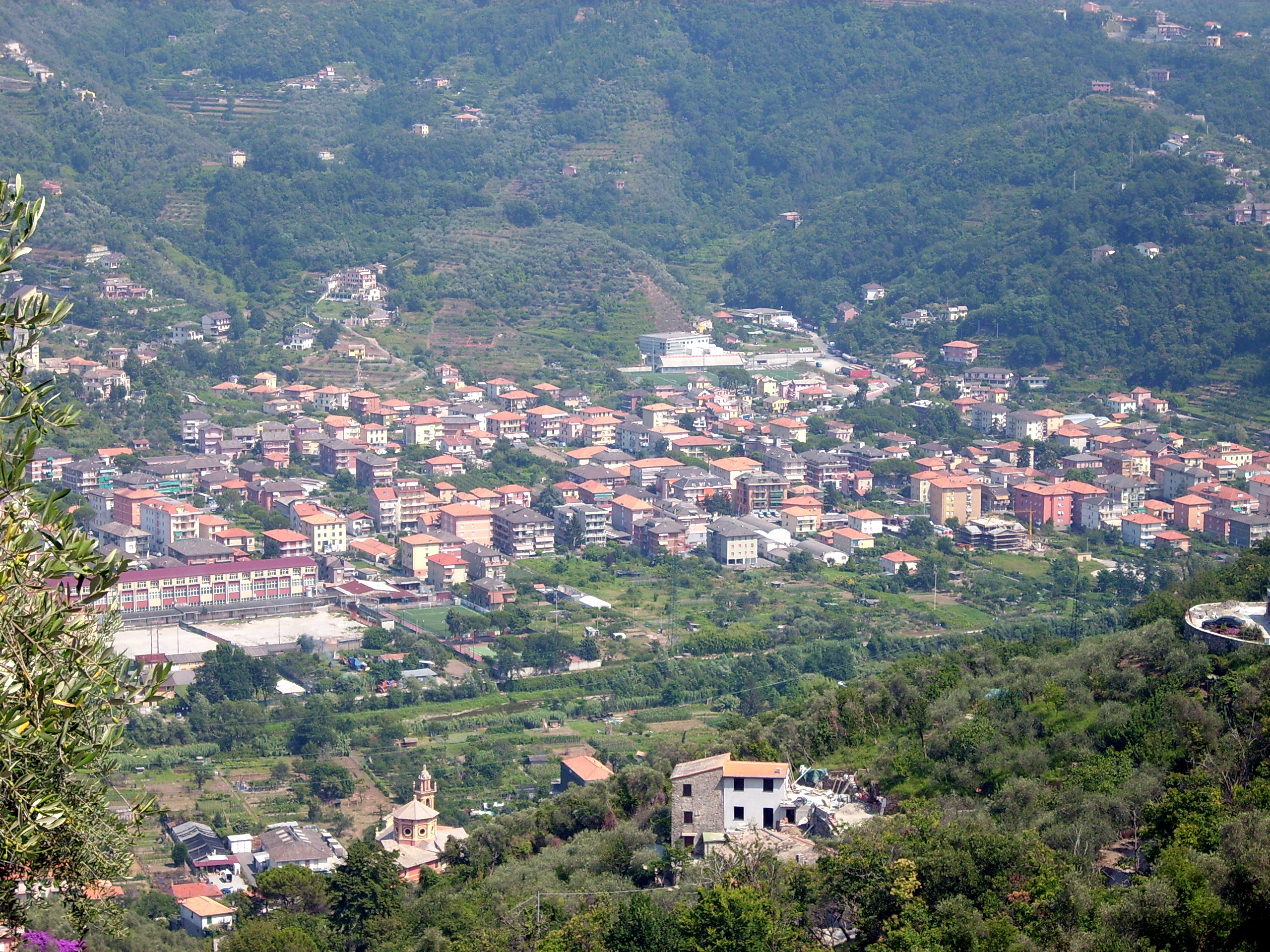

Щорічний фестиваль відбувається 10 серпня. Покровитель — san Lorenzo.

## Демографія
Населення за роками:

Станом на 1 січня 2023 року в муніципалітеті офіційно проживало 326 іноземців з 40 країн, серед них 55 громадян країн Євросоюзу та 23 громадяни України.

## Сусідні муніципалітети
- Караско
- К'яварі
- Лаванья
- Не

## Галерея зображень

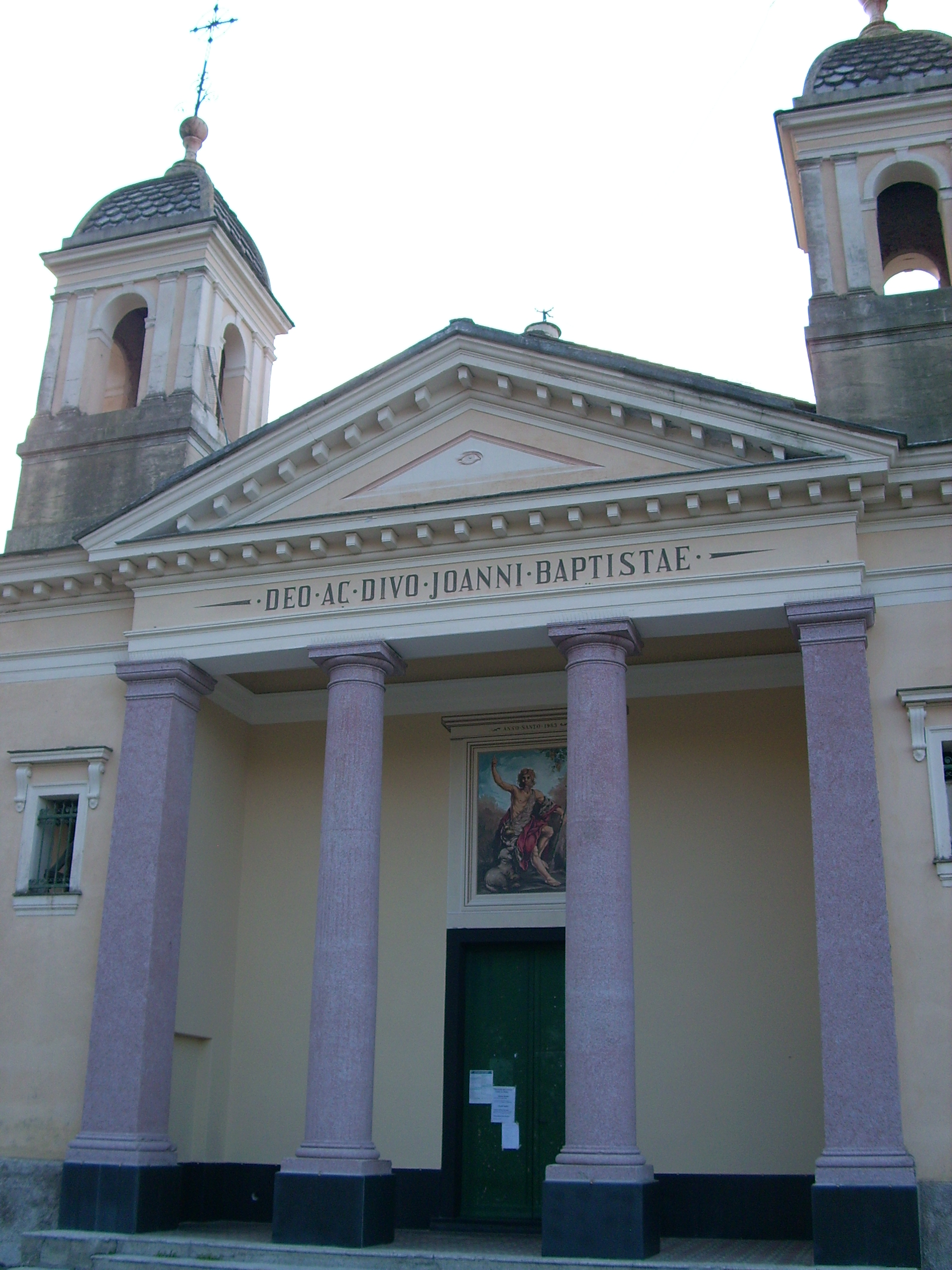
Oratorio di San Giovanni Battista presso Cogorno.
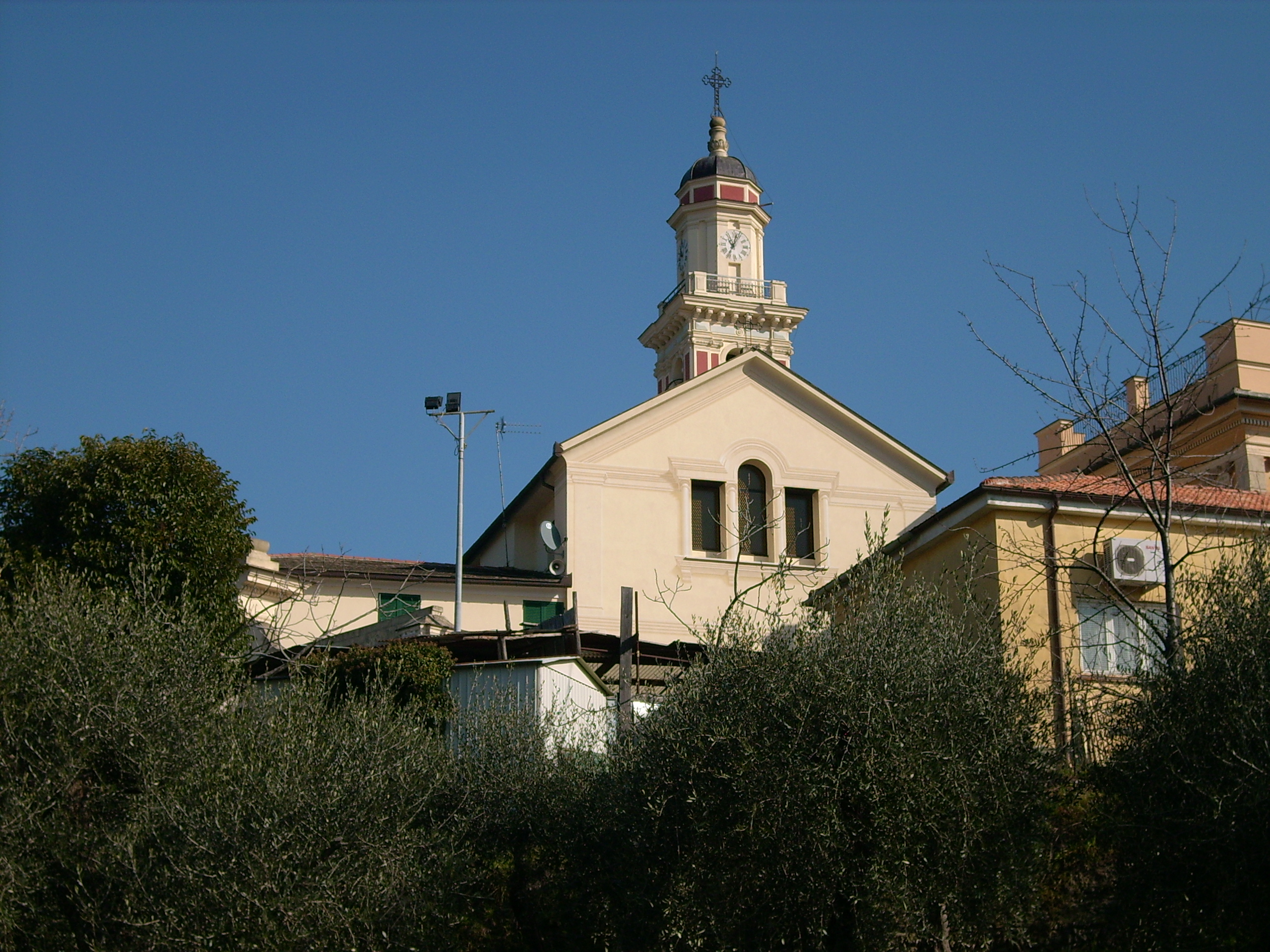
Chiesa di San Colombano della Costa
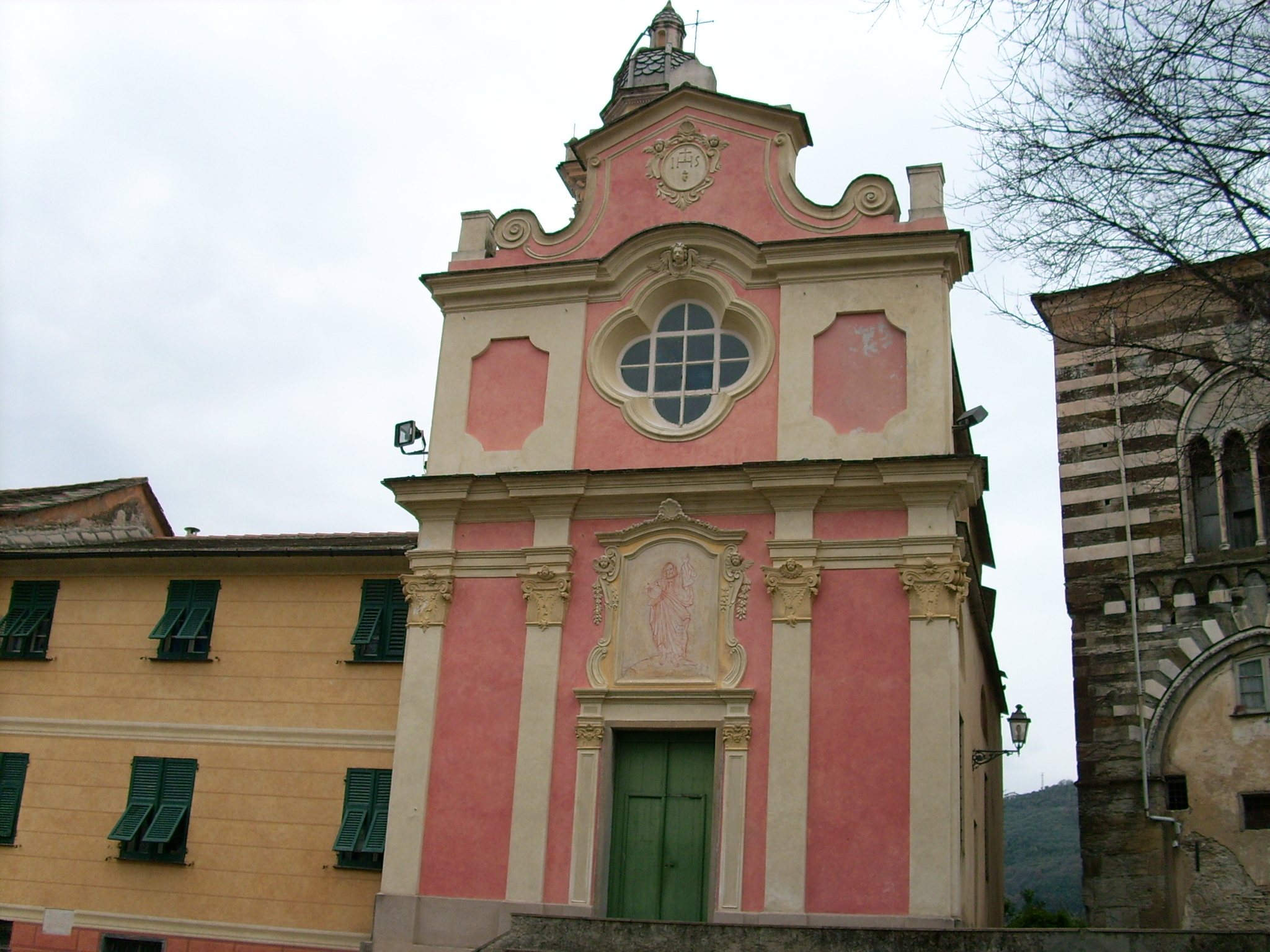
Ex chiesa di San Salvatore.
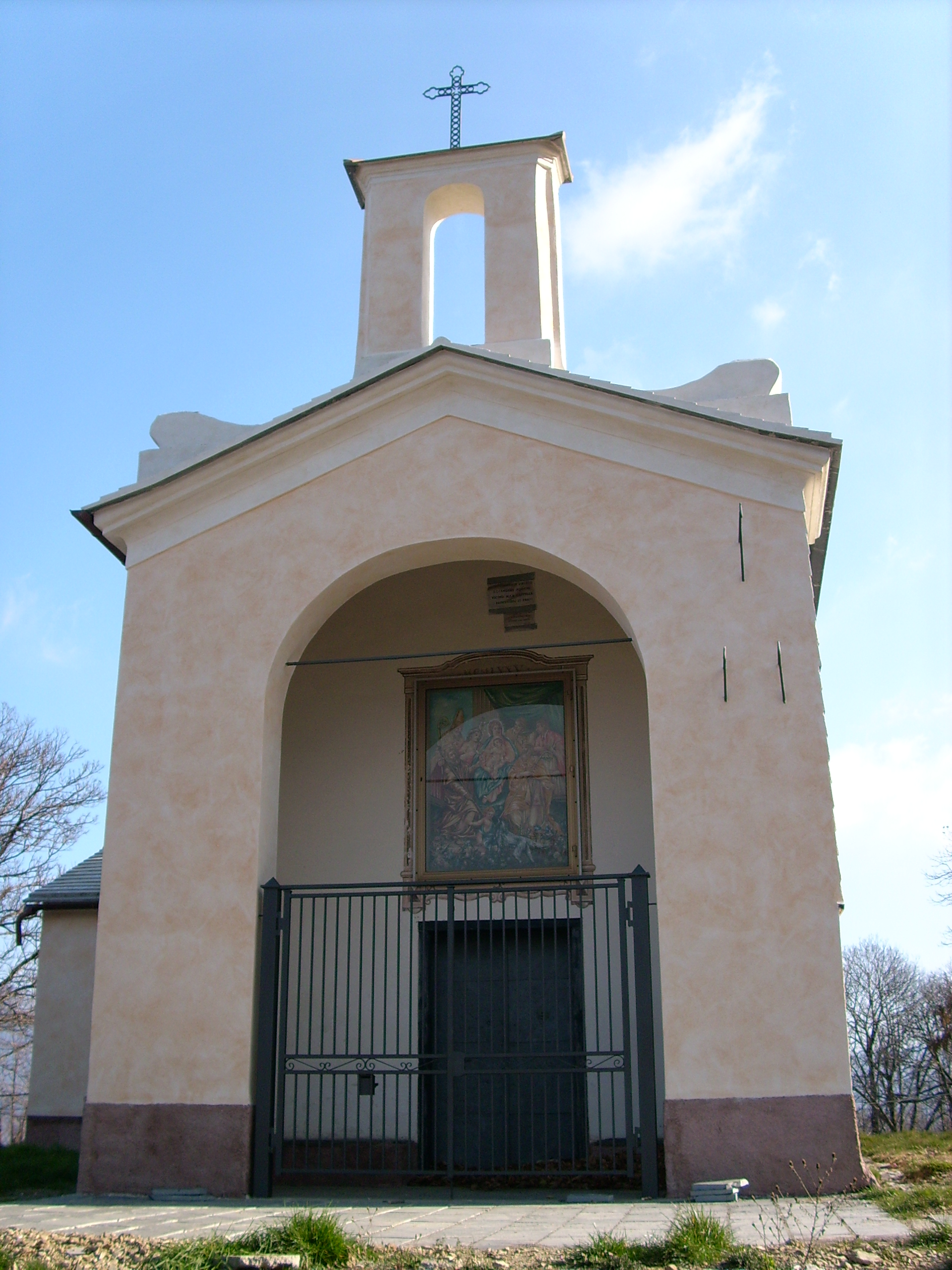
Cappella presso la vetta del monte San Giacomo.